# 阶级感情
阶级感情，是中華人民共和國的一個政治術語，在文革中，常与“深厚”、“朴素”、“强烈”、“无产阶级”（前置定语）、“激发”、“增强”、“密切”（前置谓语）（先后依类别、频次排列）相搭配，意指对阶级认同、外界阶级斗争等刺激、事象的主观感知、内心体验、情绪心理反映。其含义和用法，都与“阶级立场”相近，但比较起来，阶级感情接近未经升华的本能，距离理性、理智更远一些，是更为基本的东西。

## 概述
阶级感情强调人际关系中的同仇敌忾，把理论化的阶级斗争学说、阶级分析方法，政治性的利害抉择，融进感情的非理性阈值内给予强化，使其染上一层温情的、人际认同的色彩，但同时也是更加壁垒鲜明的阵营划分。与阶级出身（阶级成分）、阶级烙印、阶级本质、阶级友爱（阶级兄弟）、阶级仇恨、阶级立场、阶级觉悟、阶级意识等组成了一个观念链条。
在阶级感情概念中，工农兵是政治革命性、道德纯洁性的正宗，是像血缘一样是与生俱来的东西。这种观点强调，仇恨阶级剥削、压迫的感情是一种自发倾向、引导革命的先天秉赋；它比理性认识更具有优先性，更可靠。而其他非无产阶级出身的阶层，就带有先天的缺陷乃至原罪，被判定与剥削阶级有直接或简间接的关系（非我族类，其心必异）。他们除了理智上认同于中共的纲领、政治路线、方针政策外，还必须用永无休止的改造，通过忏悔、赎罪，把自己矮化、非人化来培养阶级感情，从而成为革命机器没有自主意志、主体意识的组成部分。
阶级感情，也是实行阶级路线，即在政治上划分优劣等级、组织上划分集团、受惠层次的充分理由之一。阶级感情没有问题，即使出了什么偏差，也可以得到原谅；阶级感情不对头，再怎么谨小慎微，也会动辄得咎。阶级感情比理智认知有更多优先权。
综上可知，“阶级感情”概念在中共意识形态体系里，一直占有重要地位。但是从“《人民日报》’49—97数据库”提供的材料看，它的出现频次在文革十年（1966—1976）比平常年景高出40—50倍的反常现象，足以说明它的语义、语用都发生了不同寻常的嬗变。它意味着认知方式的反智化——强调对革命（领袖意志、政治权威）的服从、忠诚是压倒一切的，可以跨越常轨，可以践踏文明的成规，因为革命本身就是前无古人、超越常规的。“三忠于、四无限”就是要解决阶级感情问题。用阶级感情取消、扫除理性认知、反省指导行动的障碍，让人们在阶级感情不对（不深）罪名（直接等于政治错误、反动，甚至还要可怕——背叛）的恐惧、驱使下，被迫用激烈的行动证明自己的忠诚。
“《人民日报》’49—97数据库”“阶级感情”频次分布
| 年代/年度 | 频次 | 年代百分比 | 年度百分比 |
| --------- | ---- | ---------- | ---------- |
| 1940年代  | 15   | 0.26       | 0.087      |
| 1950年代  | 84   | 1.70       | 0.17       |
| 1960年代  | 3258 | 55.95      | 5.595      |
| 1966—1969 | 2602 |            | 11.17      |
| 1970年代  | 2387 | 40.99      | 4.099      |
| 1970—1976 | 2077 |            | 5.096      |
| 1980年代  | 62   | 1.06       | 0.106      |
| 1990年代  | 17   | 0.29       | 0.048      |